# Martín de Arriola
Martín de Arriola (San Sebastián, c. 1601-[Quito]], 30 de enero de 1653) fue un funcionario público importante dentro de la época virreinal en América. Fungió como Oidor de Charcas y de Lima, presidente de la Audiencia de Quito. Además estaba ordenado como caballero de la Orden de Alcántara. 

## Reseña biográfica

### Orígenes familiares

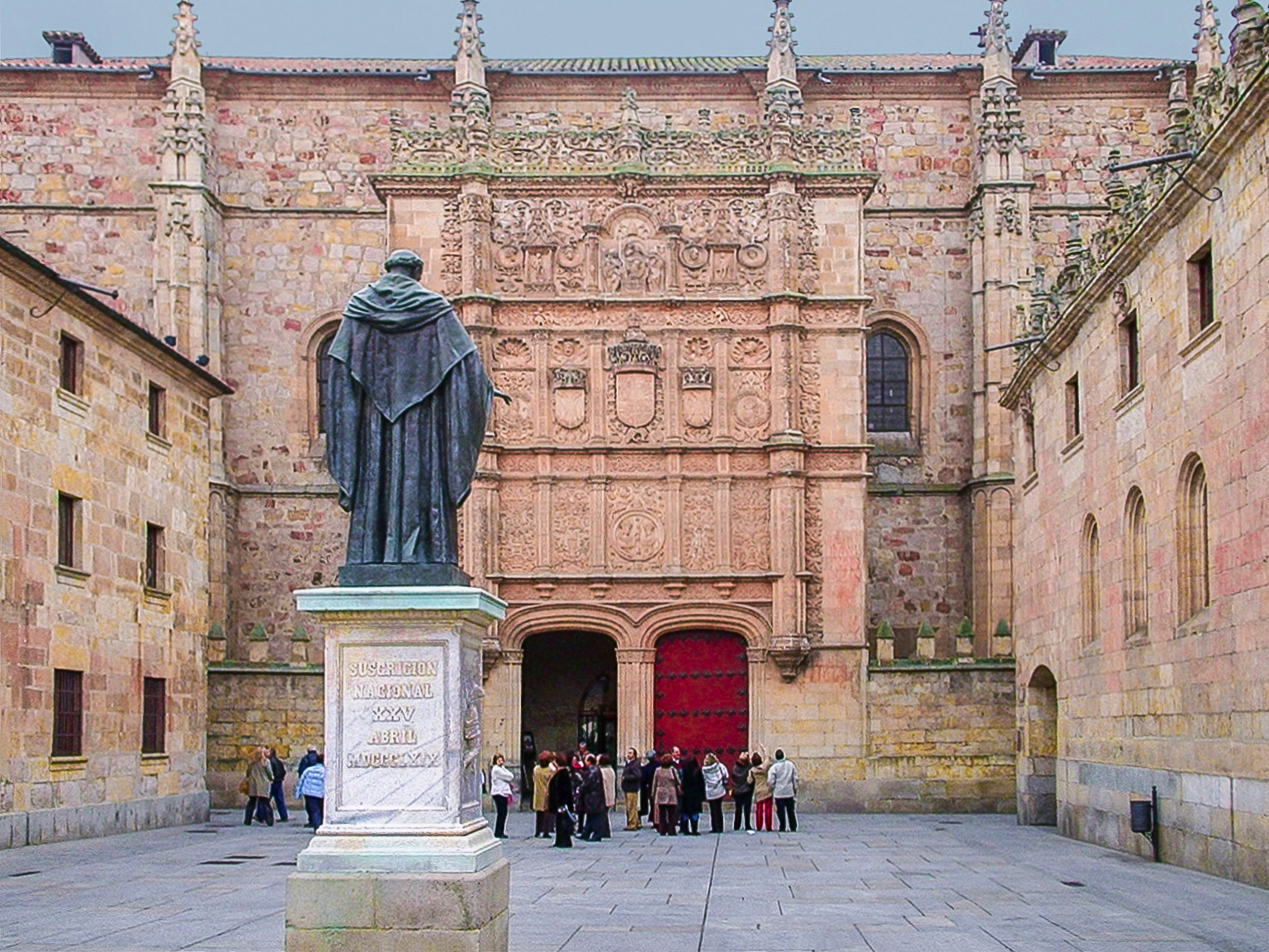
Universidad de Salamanca

Arriola fue hijo de Tomás de Arriola y de María de Valverde. Se conoce de él un hermano llamado Tomás de Arriola. Sus estudios al igual que muchos de los Presidentes de la Real Audiencia los realizó en la Universidad de Salamanca. Tiempo después de haberlos concluido ingresó en el Colegio Mayor de San Bartolomé el 17 de febrero de 1622. Dentro de su vida académica sirvió como rector del colegio en 1623. Dos años más tarde se graduó recibiendo el grado de bachiller en Cánones y la licenciatura en Leyes.En cuanto a su vida familiar, se concoce que el 26 de noviembre de 1628 se casó con Josefa Ponce de Aramburu de Lima, quien fuera a su vez hija de Juan Sáenz de Aramburu y Magdalena Ponce de León. Sobre su ordenamiento militar tenía el hábito de la Orden de Alcántara desde 1640. En 1673, la Cámara de las Indias le otorgó a Josefa la mitad del salario anual de Arriola.
Su cargo como oidor se llevaría a cabo después de servir como auditor general de la Armada y Flota. Esto ocurriría un 17 de enero. Se formalizaría en cambio el 4 de marzo de 1628. Con el proceso formal tendría una licencia que le permitiría partir con destino a Charcas el 22 de abril de 1628, viaje que emprendería con su hermano Tomás. Más tarde continuaría su labor como oidor pero sería designado ahora a la ciudad de Lima, la más importante del Virreinato del Perú. En esa época no se había fundado el virreinato de Nueva Granada todavía. Esto ocurriría el 24 de septiembre de 1633 e igualmente se formalizaría el 22 de marzo de 1634.

### Presidente de la Audiencia de Quito

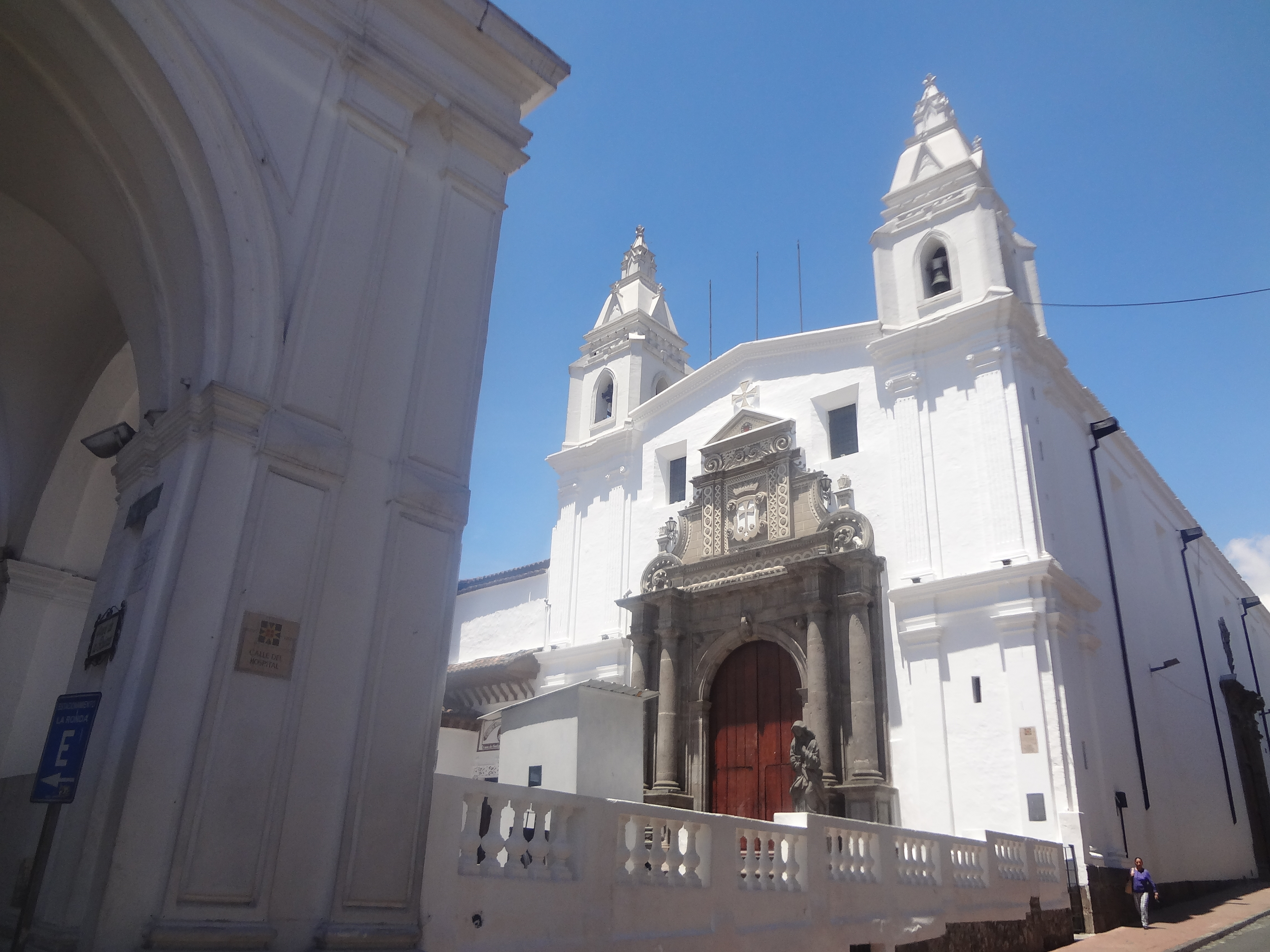
Iglesia de El Carmen Alto en Quito

Su carrera de oidor fue exitosa por lo que en 1643 sería enviado a Huancavelica como gobernador. Sus cargos los haría con éxito y tres años más tarde sería nombrado Presidente de la Real Audiencia de Quito el 17 de junio de 1646.
Empezó su mandato el 11 de agosto de 1647, y tuvo que actuar de mediador entre todas las órdenes religiosas que se encontraban en la Audiencia. Existían pues discrepancias y Arriola buscó ser ecuánime y actuar de forma acertada en beneficio de la religión, lo que le permitió propiciar la fundación de nuevos conventos y escuelas religiosas. En concreto una de las más importantes contribuciones de su gobierno fue apoyar la fundación del monasterio de las Carmelitas Descalzas y el inicio del erigimiento de la iglesia del Carmen Antiguo, para cuya consecución dirigió al rey Felipe IV la respectiva solicitud. La iglesia del Carmen Alto que había sido ya construido, puesto que ahí nacería Santa Mariana de Jesús, sin embargo fue en este momento que pasaría a ser administrado por la orden de las carmelitas descalzas. 
Sobre el hecho narra González Suárez:

El 4 de febrero de 1653 llegaron a esta ciudad, y el convento se fundó en el punto donde el presidente Arriola lo había mandado construir; allí estuvieron como un año, pero fueron tantas las incomodidades que sufrieron a consecuencia del frío y de la humedad, que se vieron en el caso de abandonar el convento y buscar habitación más cómoda, y entonces fue cuando pasaron a establecerse en la casa del capitán don Juan Guerrero de Salazar, casado con   -242-   una sobrina de Mariana de Jesús, el cual ofreció su casa, asegurando que lo hacía por haber oído a la insigne virgen que allí era donde Dios tenía dispuesto que se fundara en Quito el monasterio de carmelitas descalzas. Cuando el monasterio se trasladó a la casa de Guerrero de Salazar, el presidente don Martín de Arriola había muerto ya, y quien autorizó la traslación fue el licenciado don Juan Morales de Arámburu, que, como oidor más antiguo, desempeñaba el cargo de presidente provisional de esta Audiencia
González Suárez - Historia General del Ecuador

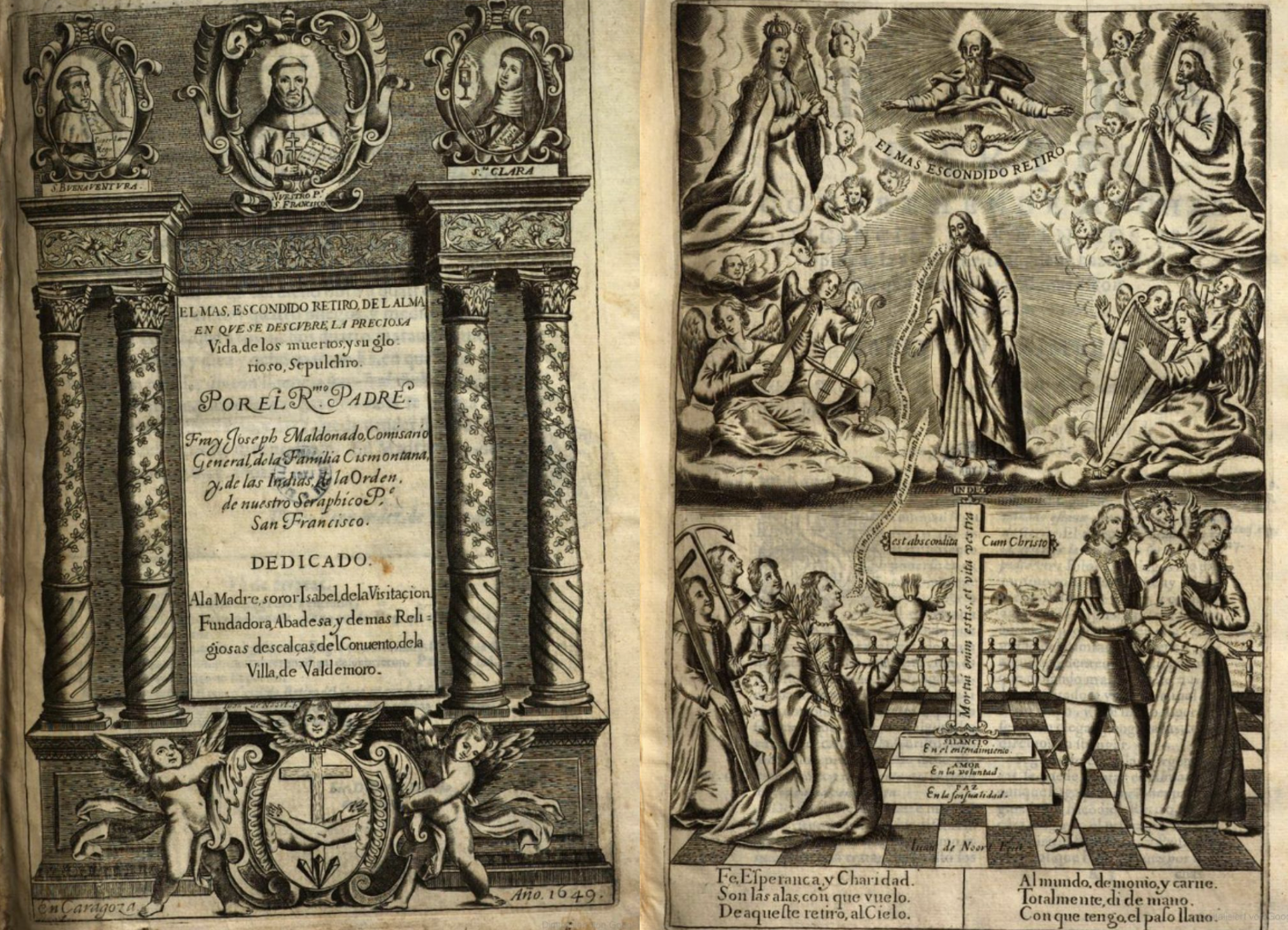
El más escondido retiro del alma, por José de Villamor Maldonado

Además, durante estos años sería que el importante arquitecto, el hermano Marcos Guerra, que viviría en Quito y tendría un papel importante en la construcción de la Iglesia de la Compañía de Jesús, que se había empezado a construir especialmente durante la Presidencia de Antonio de Morga, pero que los últimos años bajo la dirección de Guerra cuando Arriola era presidente que cambiaría de rumbo el proyecto tomando la fuerza y prestigio que ahora caracteriza a la construcción. Guerra además también estaría involucrado en el trazado de la iglesia y convento del monasterio de las Carmelitas descalzas.  Durante estos años destacó el importante autor ascético en la Audiencia de Quito llamado Fray José de Villamor Maldonado. Su obra más importante fue el "Más escondido retiro del alma"" en donde se propone las clásicas vías del ascetismo: la vía purgativa, iluminativa y unitiva, como fue desarrollado por el carmelita descalzo San Juan de la Cruz. El libro fue publicado en Zaragoza en el año 1648, apenas iniciada la presidencia de Arriola y tenía como objetivo el descubrir la preciosa vida de los muertos, y su glorioso sepulcro, a juicio del autor. Pudo escribirlo gracias a que había sido maestro de oración y guía en ascética, e hizo uso de su experiencia para sistematizarlo en un libro.  
Sobre la importancia de Marcos Guerra, narra el importante autor místico e historiador Pedro de Mercado lo siguiente: 

Eran obras de imperfecta arquitectura, hasta que viniendo a este colegio el hermano Marcos Guerra, arquitecto insigne y escultor eminente, fue corrigiendo más y levantando de nuevo otras y dejándolas todas en el punto de perfección que hoy tienen.
Pedro de Mercado

Sería además durante estos años, después de la Paz de Westfalia que el límite y control sobre la amazonía empezaría a ser disputada por la corona española y portuguesa. Fruto de esto los jesuitas buscaría impulsar las misiones de maynas y se viviría el verdadero apogeo de dichas reducciones, marcando categóricamente la historia de la Audiencia de Quito durante el siglo XVII por el impacto religioso, político, científico, lingüístico que tuvo en su historia.  
Quería continuar con su vida pública por lo que el 30 de enero de 1653 solicitó poder viajar a España con el fin de que sería nombrado consejero de Indias. Las peripecias de su viaje serían fatales puesto que el 30 de enero de 1653 en Quito fallecería. El pueblo sintió y lamentó mucho su fallecimiento, pues había sido un hombre íntegro y consagrado al fiel cumplimiento de las obligaciones de su cargo.